# Anthurium sierpense
Anthurium sierpense är en kallaväxtart som beskrevs av Thomas Bernard Croat. Anthurium sierpense ingår i släktet Anthurium och familjen kallaväxter. Inga underarter finns listade.